# Udea ennychioides
Udea ennychioides là một loài bướm đêm thuộc họ Crambidae. Nó là loài đặc hữu của Kauai, Oahu và Maui.